# Emil Dima
Emil Dima (n. 4 iulie 1931) este un fost senator român în legislaturile 1990-1992, 1992-1996 și 1996-2000 ales în județul Dâmbovița pe listele partidului FSN și apoi PDSR. În legislatura 1996-2000, Emil Dima a fost membru în grupurile parlamentare de prietenie cu Republica Franceză-Senat și Republica Slovacă. Emil Dima a fost membru în comisia pentru privatizare și administrarea activelor statului în legislaturile 1992-1996 și 1996-2000. În legislatura 1996-2000, Emil Dima a fost membru în comisia pentru muncă, familie și protecție socială și a inițiat o singură propunere legislativă. 